# Волны Борея
Волны Борея (лат. Boreas Undae) — поле дюн на Титане, самом крупном спутнике Сатурна. Расположено в светлой местности Адири (само оно, как и другие поля дюн Титана, темнее окружающей местности). Координаты центра — 6°00′ ю. ш. 145°00′ в. д. / 6,0° ю. ш. 145,0° в. д. Вытянуто с юго-запада на северо-восток; максимальный размер — 260 км.
С трёх сторон волны Борея ограничены горными цепями: на востоке — горами Иренсага, на севере — горами Рерир, на юге — горами Эхориат, отделяющими их от волн Зефира. На западе они плавно переходят в равнинную местность.
Как и другие дюны Титана, волны Борея вытянуты примерно с запада на восток — в данном случае с запад-юго-запада на восток-северо-восток. Расстояние между гребнями соседних дюн — около 3 км.
Волны Борея были обнаружены на радиолокационных снимках космического аппарата «Кассини», заснявшего эту область 28 октября 2005 года (южный край) и 25 августа 2009 (остальное). Они стали одним из 4 первых наименованных полей дюн на Титане. Все эти поля названы в честь греческих богов ветра. Данное поле дюн — самое северное из этих четырёх, и оно получило имя бога северного ветра — Борея. Это название было утверждено Международным астрономическим союзом 5 декабря 2011 года.